# Comuna Obârșia-Cloșani, Mehedinți
Obârșia-Cloșani este o comună în județul Mehedinți, Oltenia, România, formată din satele Godeanu și Obârșia-Cloșani (reședința).

## Lăcașuri de cult
Biserica „Sfântul Mare Mucenic Teodor Tiron” din Obârșia-Cloșani

## Demografie
Componența etnică a comunei Obârșia-Cloșani
     Români (92,62%)
     Alte etnii (0%)
     Necunoscută (7,38%)
Componența confesională a comunei Obârșia-Cloșani
     Ortodocși (88,65%)
     Alte religii (3,75%)
     Necunoscută (7,6%)
Conform recensământului efectuat în 2021, populația comunei Obârșia-Cloșani se ridică la 881 de locuitori, în scădere față de recensământul anterior din 2011, când fuseseră înregistrați 953 de locuitori. Majoritatea locuitorilor sunt români (92,62%), iar pentru 7,38% nu se cunoaște apartenența etnică. Din punct de vedere confesional, majoritatea locuitorilor sunt ortodocși (88,65%), iar pentru 7,6% nu se cunoaște apartenența confesională.

## Politică și administrație
Comuna Obârșia-Cloșani este administrată de un primar și un consiliu local compus din 9 consilieri. Primarul, Iacob Murdeală[*], de la Partidul Național Liberal, este în funcție din 2012. Începând cu alegerile locale din 2024, consiliul local are următoarea componență pe partide politice:
|  | Partid                          | Consilieri | Componența Consiliului | Componența Consiliului | Componența Consiliului | Componența Consiliului | Componența Consiliului | Componența Consiliului |
|  | ------------------------------- | ---------- | ---------------------- | ---------------------- | ---------------------- | ---------------------- | ---------------------- | ---------------------- |
|  | Partidul Național Liberal       | 6          |                        |                        |                        |                        |                        |                        |
|  | Partidul Social Democrat        | 1          |                        |                        |                        |                        |                        |                        |
|  | Alianța pentru Unirea Românilor | 1          |                        |                        |                        |                        |                        |                        |
|  | Partidul S.O.S. România         | 1          |                        |                        |                        |                        |                        |                        |

## Galerie de imagini

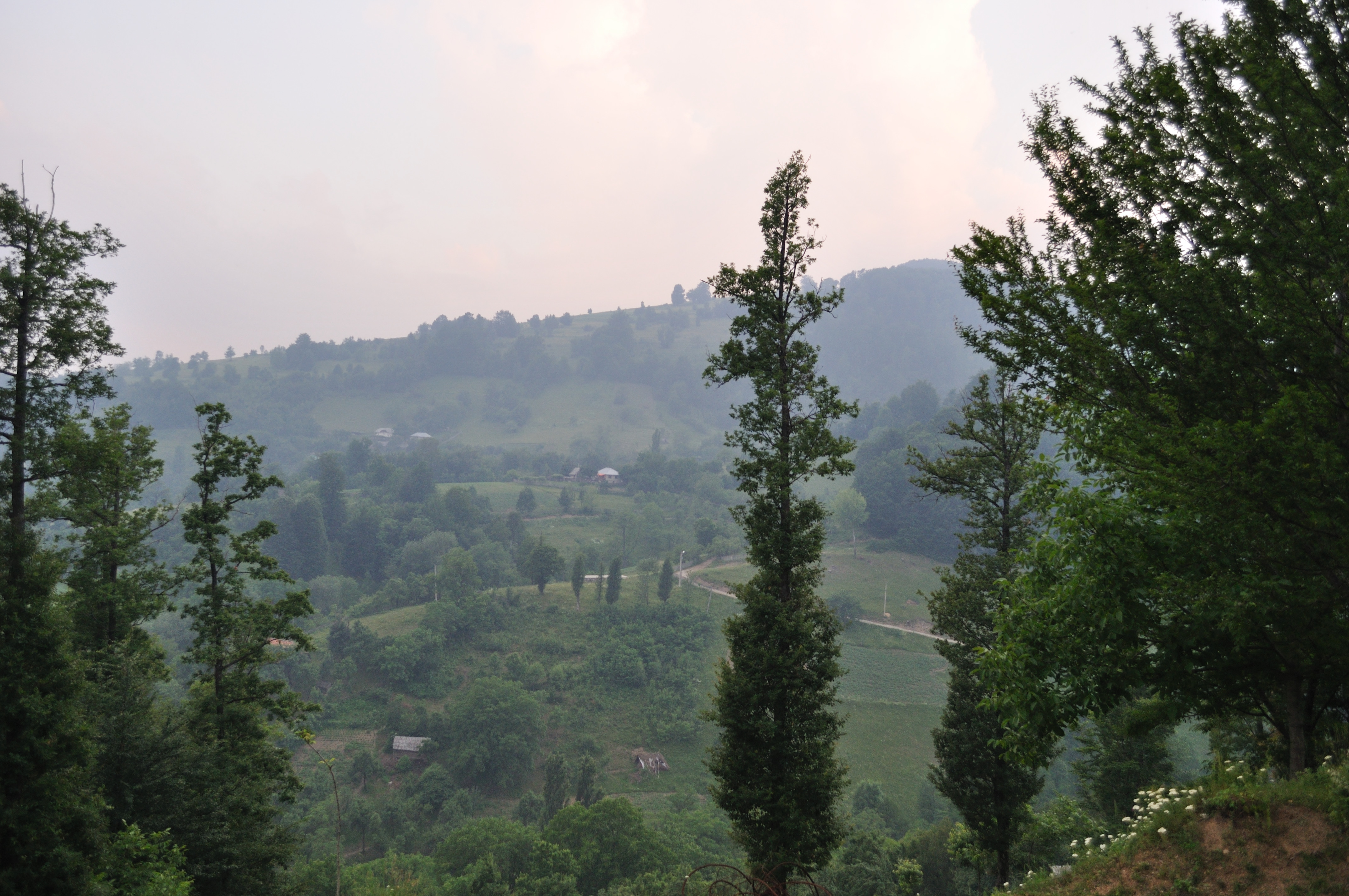
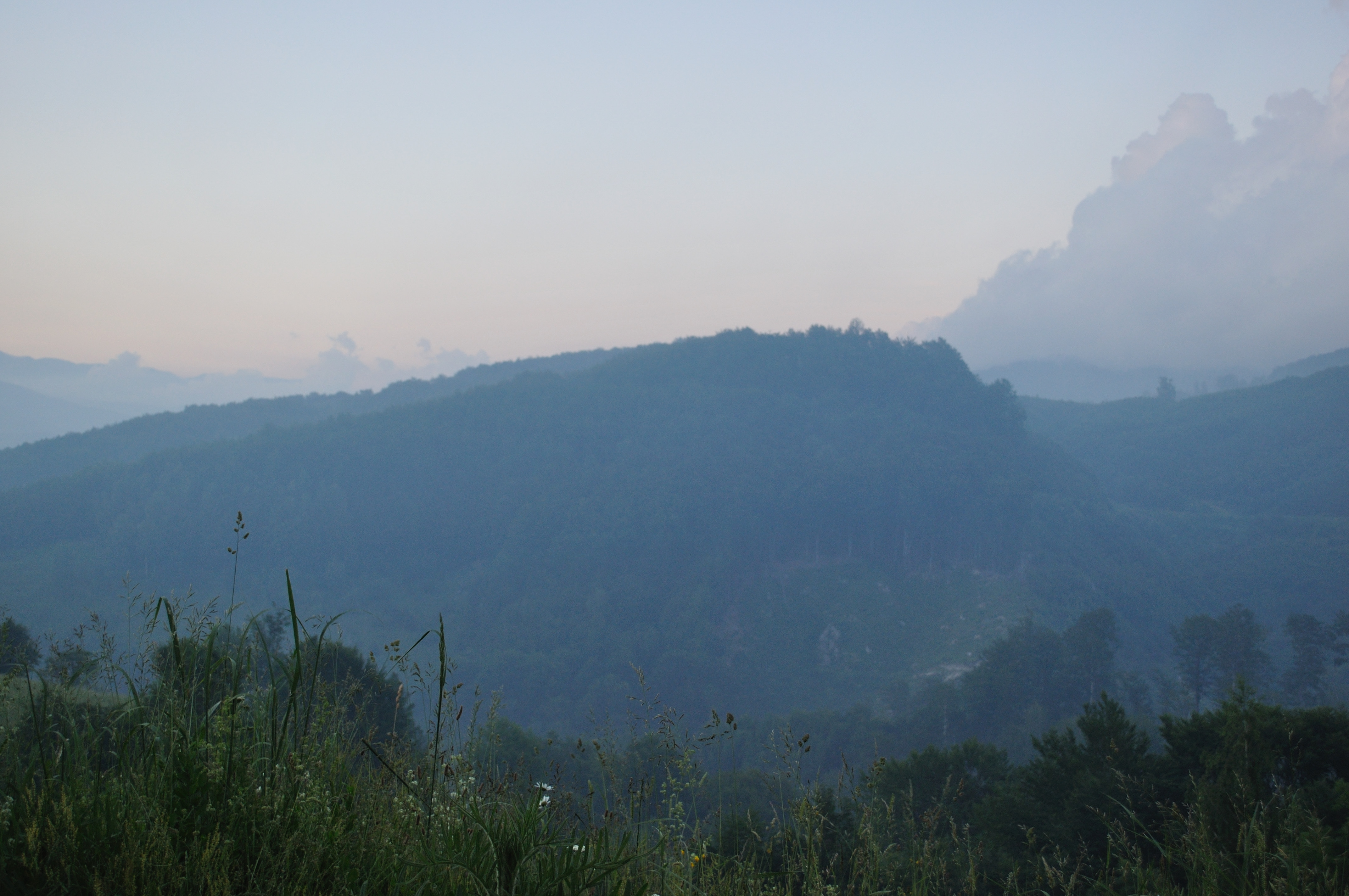
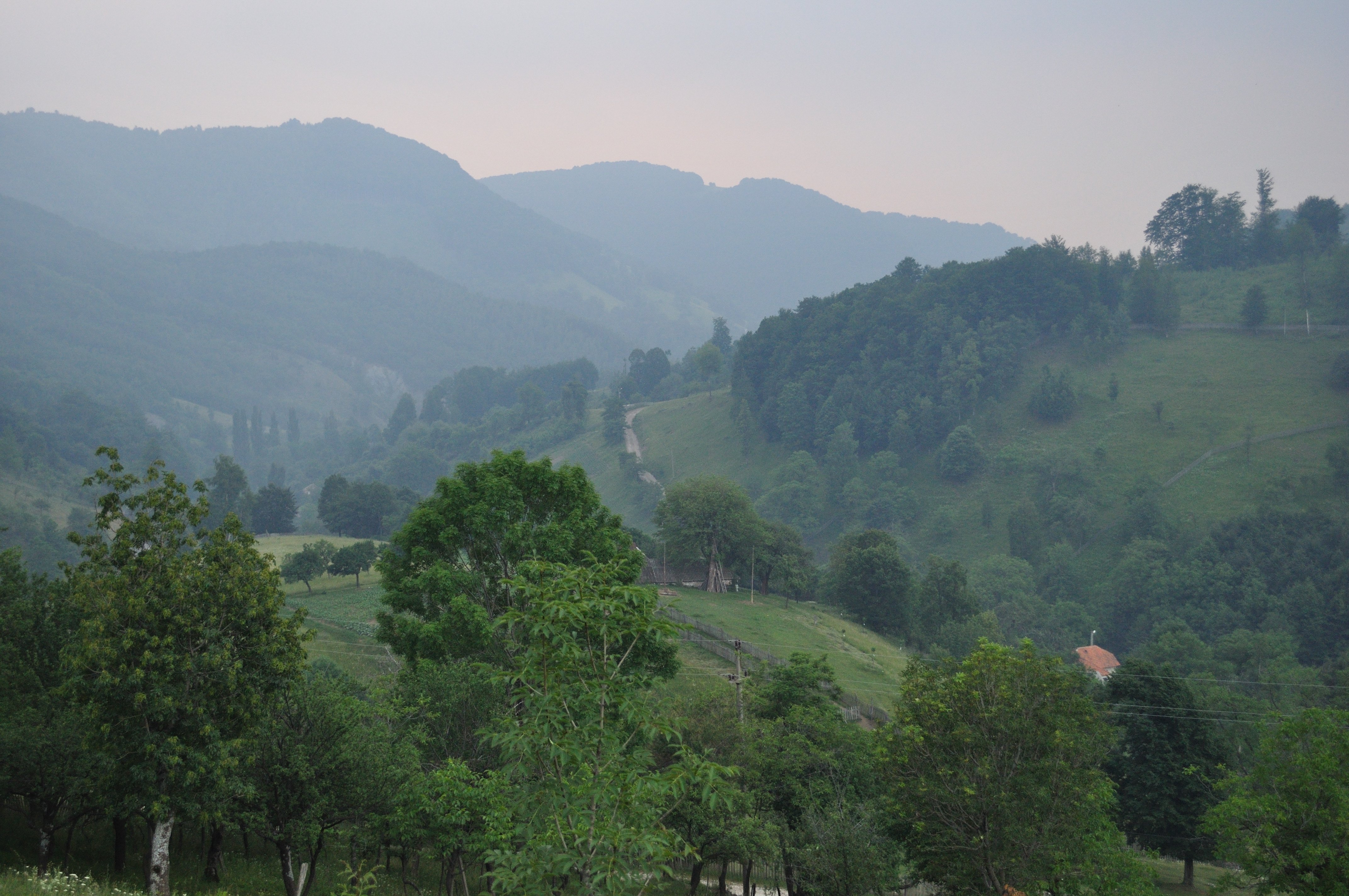